# Klassik.com

Logo

klassik.com ist mit über 50.000 registrierten Nutzern eines der größten Magazine für klassische Musik im deutschsprachigen Raum. Das Magazin wird täglich aktualisiert und bietet schwerpunktmäßig CD- und DVD-Rezensionen, Konzert- und Opernkritiken, Nachrichten, Interviews und ein Neuheiten-Radio.
klassik.com ist neben dem Fono Forum und dem Mitteldeutschen Rundfunk (MDR) Mitglied der Jury des internationalen Schallplattenpreises MIDEM Classical Awards. Um die Zulassungskriterien zum ECHO Klassik zu erfüllen, nutzen zahlreiche Plattenlabels die Empfehlungen der Redaktion, die aus etwa 50 freien Autoren besteht.
Die Website entstand 1995 aus einem Projekt der Bühnen der Stadt Köln, die zu diesem Zeitpunkt als erstes deutsches Opernhaus im Internet vertreten waren, und wird von der eMusici.com GmbH betrieben. Verlagssitz ist Freiburg i.Br., Herausgeber ist Matthias Brixel.